# Бєлєнький Борис Самойлович
Борис Самойлович Бєлєнький (нар. 1888 — 1939) — більшовик, революціонер. Член Всеукраїнського Центрального Виконавчого Комітету ВУЦВК. Торгівельний представник СРСР в Італії (1934—1937).

## Життєпис
Народився у 1888 році в Києві. Освіта — вища, член ВКП(б), довгий час працював в системі Наркомату зовнішньої торгівлі СРСР. Обіймав посади Заступника Торгпред СРСР в Німеччині (1928), Торгпреда СРСР в Італії (1934—1937 рр). У зв'язку з погіршенням дипломатичних і торговельних відносин СРСР та Італії, в листопаді 1937 року відкликаний.
Надалі проживав в Чебоксарах, займав посаду Заступника Голови РНК Чуваської АРСР.
У 1938 році був заарештований, як учасник контрреволюційної діяльності, засуджений за ст. 58 (1-я категорія), і в 1939 році був розстріляний. Похований на  Донському кладовищі. У 1956 році реабілітований.

## Сім'я
Син — Бєлєнький Олександр Борисович (1918—1991) — відомий історик-сходознавець, доктор історичних наук.